# Пальчиков, Филипп Петрович
Филипп Петрович Пальчиков (1682—1744) — русский кораблестроитель конца XVII-начала XVIII веков, сподвижник Петра I, корабельный мастер, полковник, статский советник.
Строитель кораблей на Олонецких, Астраханских, Воронежских, Казанских, Архангельских, Петербуржских верфях. Построил первый в истории российского флота 100-пушечный линейный корабль 1 ранга и первый наплывной мост через Неву в Санкт-Петербурге. Впервые в России разработал и осуществил зимний ремонт парусных кораблей.

## Биография

Герб рода Пальчиковых

Филипп Петрович Пальчиков родился в 1682 году в Наугорском стане Болховского уезда (ныне Орловская область), в семье солдата-копейщика Пётра Ивановича Пальчикова, проходившего службу в Москве. У Филиппа было три брата, старший Степан, младшие Иван и Максим.
Представитель обедневшей ветви старинного дворянского рода Пальчиковых, ведущего своё начало от выходцев из шляхетской Польши. Предки Фёдора Пальчикова значились в списках служилых людей – детей боярских Болховского уезда, где владели поместной землей еще в XVI веке. 
В 1699 году начал службу матросом. В 1700 году Филипп Петрович определён в бомбардирскую роту лейб-гвардии Преображенского полка. Вместе с государем Петром I  принимал участие во многих походах и боях, солдатом-бомбардиром участвовал в боевых действиях в начале Северной войны, был пожалован чином прапорщика, а затем лейтенанта бомбардирской роты.

### Корабел Петра Великого
В январе 1702 года был направлен на Соломбальскую верфь в Архангельск, где совместно с другими бомбардирами Преображенского полка Г. А. Меншиковым, И. Немцовым, Л. А. Верещагиным участвовал в строительстве двух 12-ти пушечных малых фрегатов «Святой дух» и «Курьер», которые 24 мая 1702 года были спущены на воду в присутствии Петра Первого. Государь сделал Филиппа своим доверенным лицом, а вскоре объявил его "собственным государя учеником «архитектуры навалис», то есть учеником кораблестроения.
В 1703 году Ф. П. Пальчиков был назначен на строящуюся на реке Свирь Олонецкую верфь. На этой верфи он совместно с Л. А. Верещагиным построил двухмачтовый пакетбот, который был спущен на воду 20 июня 1704 года. Затем Пальчиков был направлен на службу в Воронежское адмиралтейство, где участвовал в постройке судов на Воронежской, Тавровской и других верфях. Пальчиков успешно освоил кораблестроительное дело, стал лично разрабатывать чертежи малых судов. Чертежи были настолько удачными, что их размножали и рассылали в виде эталона на все отечественные верфи. В 1709 году был возвращён на строительство кораблей Балтийского флота, работал на Адмиралтейской верфи. В октябре 1712 года командирован в Новую Ладогу, осматривал суда построенные в Казанском адмиралтействе, стоящие на реке Волхов.
В начале 1714 года Пальчиков был переведён из Преображенского полка в морской флот, но с оставлением в списках полка, и был отправлен для починки и спуска новых судов в Архангельск.
Пальчиков участвовал в проводке «архангелогородских» кораблей из Белого в Балтийское море вокруг Скандинавии. Во время этих переходов Пальчиков при заходах в иностранные порты Англии, Голландии и Дании изучал новинки кораблестроения этих стран, освоил английский, голландский и датский языки. С 1715 года по указу Петра I Пальчиков поступил в Академию морской гвардии, открытую в том же году в Санкт-Петербурге. В 1716 году находился на русской эскадре в Копенгагене. Весной 1717 года Ф. П. Пальчиков был послан в Голландию. На Амстердамской и Саардамской верфях производил приёмку морских судов, построенных для российского флота, а также нанимал мастеровых людей на русскую службу. В июле 1717 года работал на голландской верфи вместе с Петром I. 16 декабря 1717 года Пальчиков был пожалован в корабельные подмастерья «по удостоинству» корабельного мастера Петра Михайлова (Государя) и сарваера Ф. А. Головиным за то, «что он в сем художестве 14 лет, и от начала радетельно в оном градус по градусу всходил; к тому же близко 2-х лет в курсе морском, для примечания погрешения в плавании». Корабел Пальчиков длительное время входил в ближнее окружение Петра I, пользовался его покровительством и особым доверием. С апреля по июнь 1718 года в доме Пальчикова близ Адмиралтейской набережной (Миллионная, 23) содержался возвращённый из-за границы царевич Алексей Петрович.
Филипп Пальчиков стал первым русским кораблестроителем, получившим инженерное образование в России и звание «мастер искусства кораблестроения». Был назначен заведовать «модель-каморой», где проектировались корабли и хранились их чертежи. По чертежам, составленным Пальчиковым мастер Иван Немцов в 1718 году делал галеры для русского флота. 4 февраля 1718 года Пальчиков был послан в Ладогу для изготовления каперов и эверсов. В мае 1719 года Пальчиков руководил спасательными работами по судоподъёму аварийного корабля «Лесное». Пожалован пятью крестьянскими дворами в Псковском уезде. В том же году описывал корабельные леса близ Санкт-Петербурга. В мае 1721 года Ф. П. Пальчиков находился в Риге при Петре I.
Корабельная деятельность Ф. П. Пальчикова кроме составления чертежей кораблей заключалась в подготовке корабельных стапелей, устройстве гаваней и т. д. Также Пальчиков занимался судоподъёмом и созданием новых судоподъемных судов. Вместе с машинным мастером В. Г. Туволковым Пальчиков сконструировал и построил несколько новых вариантов камелей.
В разное время Пальчиков возглавлял кораблестроение на различных верфях России, являлся главным кораблестроителем в Воронежском адмиралтействе, на верфях в Москве, Вышнем Волочке, в Новой Ладоге, Нижнем Новгороде, Казани, Астрахани, а также управлял Санкт-Петербургской «партикулярной» верфью, строившей суда для Невского флота. На Пальчикова также было возложено заведование ремонтом всех судов Балтийского флота в Кронштадте и Ревеле. Он впервые в России разработал и осуществил зимний ремонт кораблей.
Летом 1722 года по указанию Петра I Ф. П. Пальчиков был послан в Астрахань для организации обеспечения ремонта и строительства ластовых судов для Персидского похода русского войска, в котором лично участвовал. В 1722—1723 годах в преддверии празднования победы над Швецией в Северной войне Ф. П. Пальчиков провёл ремонт знаменитого ботика Петра I — «дедушки русского флота», который участвовал в торжествах и парадах по случаю знаменательной даты.

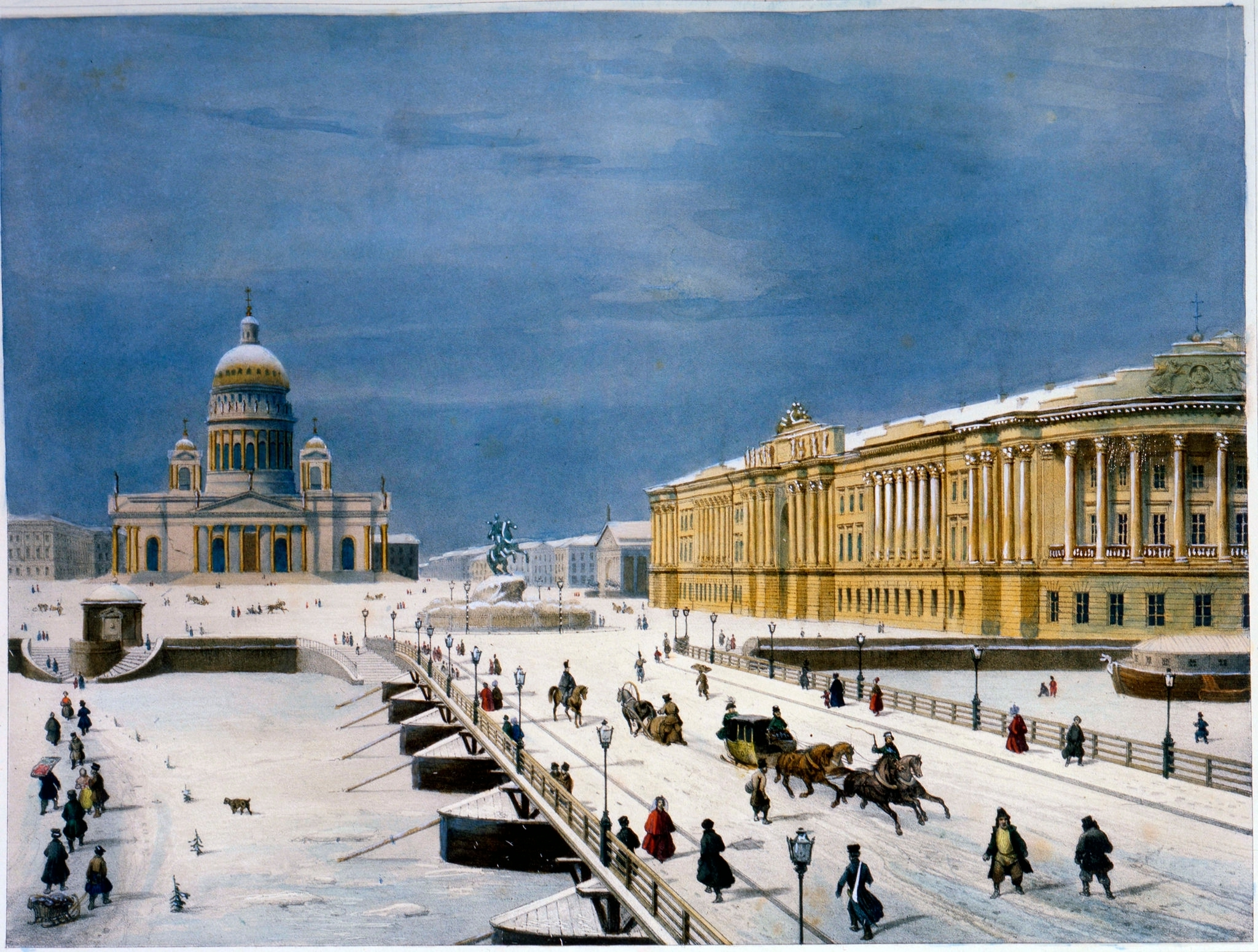
Наплавной Исаакиевский мост. Раскрашенная литография.
1830-e гг.

29 июня 1723 года на Адмиралтейской верфи в Санкт-Петербурге был заложен первый российский 100-пушечный корабль. Корабль проектировался и строился под личным руководством Петра I, помогали ему корабельные подмастерья Ф. П. Пальчиков и М. Карлсбом. После смерти Петра I они продолжили достройку корабля под руководством опытного корабельного мастера Ф. Скляева. На заключительном этапе строительства, в связи с болезнью Скляева, работы возглавил Ф. П. Пальчиков. 29 июня 1727 года корабль под названием «Петр I и II» был спущен на воду и вошёл в состав Балтийского флота. За свою службу Филипп Петрович Пальчиков неоднократно был жалован императором землями и дворами «из описанных и выморочных» в Московской, Владимирской, Тамбовской и Псковской губерниях, а также золотыми и серебряными кубками и иконами.
В 1727 году Ф. П. Пальчиков, совместно с капитаном 1 ранга Н. П. Вильбоа руководил сооружением первого в отечественной практике наплавного Исаакиевского моста через Неву в Санкт-Петербурге. В 1729 году был повышен до корабельного мастера с окладом 600 рублей.

### Опала
С воцарением в 1730 году на Российском престоле Анны Иоанновны и началом бироновщины, карьера Ф. П. Пальчикова постепенно приходила в упадок. В 1730 году корабельный мастер Пальчиков был удалён из столичного Санкт-Петербурга и назначен в Казанскую адмиралтейскую контору. В основную задачу его входило заготовление и отправка на столичные верфи корабельных лесов. В 1732 году заведовал постройкой наплывного моста на Неве и разборкой корабельных и других лесов в петербургском адмиралтействе. 9 мая 1733 года произведён в ранг полковничий и послан вторично в Казань для заготовки корабельного леса. В 1735 году построил там 4 шмака и в награду «за труд» получил 8 аршин сукна, ценою по 2 рубля 25 копеек каждый.
В 1736—1738 годах он находился в Астрахани для строения ластовых судов, оставаясь при этом без государственного жалованья. В 1737 году Филипп Петрович был необоснованно привлечён к суду за то, что допустил незаконную вырубку корабельного леса. Суть «преступления» заключалась в том, что он послал для отвода леса лишь одного плотника, который якобы незаконно брал деньги за лес. Судом на Ф. П. Пальчикова был наложен штраф в размере годового оклада. 2 марта 1738 года Пальчиков «за слабостью, и за несмотрением команды и за дряхлостью» был уволен со службы. 
В 1739 году его, также как и всех других корабельных мастеров петровского времени, адмиралтейств-коллегия заставляла отчитаться по счетам в приходе и расходе материалов с 1719 по 1733 годы. Однако, Филипп Петрович отказался это сделать, несмотря на поданные на него жалобы в Правительствующий Сенат.
В 1742 году подполковник Пальчиков подал челобитную в Высочайший кабинет о своём положении и служебной деятельности в Казани и Астрахани. Вскоре получил приглашение явиться в Москву на коронацию императрицы Елизаветы Петровны, дочери Петра Великого. 25 июля 1744 года Пальчиков был произведён из коллежских советников в чин статского советника с оставлением в отставке.
Последние годы Филипп Петрович провёл в своём псковском имении Щиглицы, где вскоре тяжело заболел и 11 октября 1744 года умер. Похоронен на территории имения.

## Семья
Филипп Пальчиков женился в 1711 году на Пелагее Миничне Гробовой, дочери псковского дьяка Мины Ивановича Гробова. Шафером на свадьбе у молодых был Пётр I. У Пальчиковых было два сына, которые выбрали стезю военного. Старший Иван 1712 года рождения, служил в Сибирском драгунском полку, дослужился до звания майора и вышел в отставку. Младший сын Андрей (1722 года рождения) вышел в отставку прапорщиком.